# Amt Königshorst

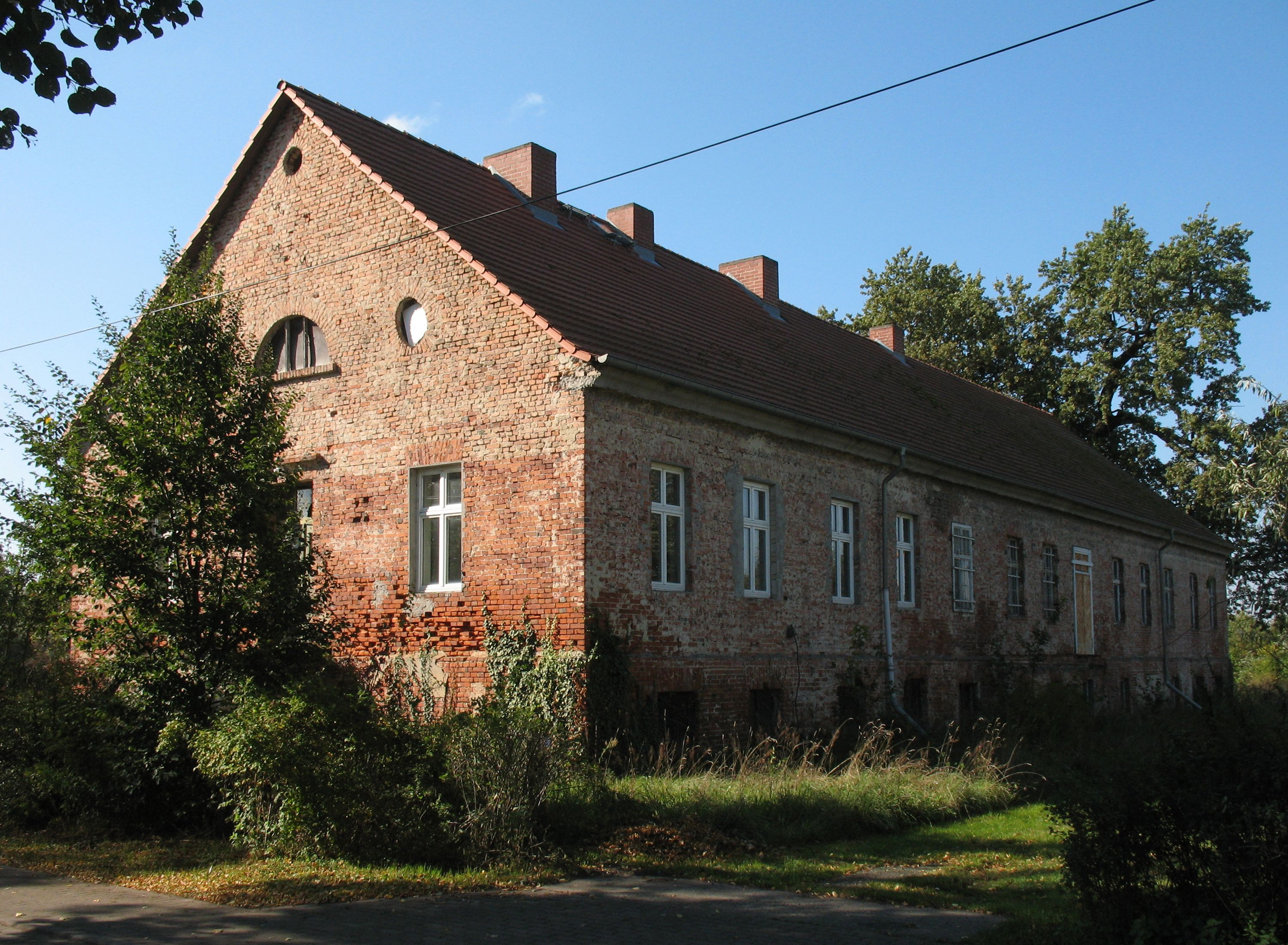
Ehemaliges Gutshaus in Königshorst und früherer Amtssitz

Das Amt Königshorst war ein königlich-preußisches Domänenamt im Havelländischen Luch mit Sitz in Königshorst, einem Ortsteil der Stadt Fehrbellin (Landkreis Ostprignitz-Ruppin, Brandenburg). Das Amt wurde 1719 nach dem Erwerb des sogenannten Arendshorstes und weiterer Horste im Havelländischen Luch gegründet und bestand bis 1872. Im Amtsgebiet entstanden weitere Vorwerke und Kolonien.

## Geographische Lage
Der Amtssitz Königshorst liegt ca. 11 km Luftlinie südlich von Fehrbellin und ca. 13 km Luftlinie nordwestlich von Nauen.

## Geschichte
Ab 1714 nahm König Friedrich Wilhelm I. ältere Pläne zur Entwässerung des Havelländischen Luchs wieder auf und ließ die sich von Rohrbeck bei Spandau an Nauen vorbei bis nördlich des Ländchens Friesack sich erstreckenden Sümpfe kartieren und das Gefälle ermitteln. Ab 1718 begann der Bau von zwei großen Abzugsgräben, der große Hauptkanal bei Rathenow zur Havel, der bei Rohrbeck begann und der kleinere Hauptkanal bei Börnicke am Glien beginnend und in den Rhin entwässerte. Der Domänenfiskus besaß im Havelländischen Luch rund 600 Morgen Wiesen und den von Lütkeschen Anteil an den Arendshorsten. 1719 erwarb Friedrich Wilhelm I. die restlichen Anteile am Arendshorst von verschiedenen Adligen und errichtete darauf das Amtsvorwerk Königshorst. Nach dem Kauf weiterer Horste im Havelländischen Luch richtete er das Amt Königshorst ein. Auf diesen Horsten entstanden in der Folgezeit weitere Vorwerke und Kolonien.
- Deutschhof (auch Deutschhorst) (1817: Kolonie[1]) (heute ein Ortsteil von Fehrbellin). 1732 wurde auf dem Schafhorst auf Amtsgebiet ein Vorwerk und eine Kolonie angesetzt. 1750 siedelten hier acht Familien.
- Dreibrück (auch Dreibrücken) (1817: Krug[1]) (heute ein Gemeindeteil im Ortsteil Deutschhof, Fehrbellin). 1775 ist hier ein Krug bei drei Brücken überliefert.
- Hertefeld (Kolonie und Vorwerk[1]) (heute ein Wohnplatz im Ortsteil Bergerdamm der Stadt Nauen). 1745 entstand hier ein Vorwerk und eine kleine Kolonie mit vier Familien
- Kienberg (1817: Vorwerk[1]) (heute ein Ortsteil der Stadt Nauen). 1721 wurde hier ein Vorwerk errichtet. Das Areal gehört vorher zum Amt Vehlefanz und wurde mit Errichtung des Vorwerks dem Amt Königshorst zugeteilt. 1723 wurde das Vorwerk verpachtet. Gehörte von 1770 bis 1816 zum Glien-Löwenbergischen Kreis.
- Königshorst (1817: Amtssitz-Vorwerk[1]) (heute ein Ortsteil der Gemeinde Fehrbellin). 1719 wurde hier zunächst ein Vorwerk eingerichtet, 1727 wurde eine Windmühle errichtet. Bis 1772 war auch eine größere Kolonie entstanden, 1817 lebten hier bereits 216 Menschen.
- Kuhhorst (heute ein Gemeindeteil im Ortsteil Deutschhof, Fehrbellin). 1720/1 war das Vorwerk eingerichtet worden. 1723 wurde das Vorwerk verpachtet.
- Lobeofsund (1817: Etablissement[1]) (heute ein Gemeindeteil des Ortsteils Königshorst, Fehrbellin). 1736 wurde das Vorwerk im Amtsgebiet errichtet.
- Mangelshorst (1817: Kolonie[1]) (heute ein Gemeindeteil des Ortsteils Königshorst, Fehrbellin). 1747/8 wurde hier ein neues Dorf für 14 Familien angelegt.
- Nordhof (auch Nordhorst) (1817: Amts-Vorwerk[1]) (heute ein Gemeindeteil des Ortsteils Königshorst, Fehrbellin). 1732 war das Vorwerk angelegt worden.
- Paaren im Glien (1817: Dorf[1]) (heute ein Ortsteil von Schönwalde-Glien). Das Dorf kam 1711 in den Vollbesitz des Amtes Oranienburg; 1769 wurde es dem Amt Königshorst zugeordnet.
- Ribbeckshorst (heute ein Gemeindeteil im Ortsteil Deutschhof, Fehrbellin). Um 1800 wurde hier ein Etablissement errichtet.
- Rolandshorst (1817: Haus[1]) (heute im Ortsteil Bergerdamm der Stadt Nauen aufgegangen). Um 1800 war hier das Haus eines Grabenwärters entstanden.
- Sandhorst (1817: Etablissement[1]) (heute ein Gemeindeteil in Fehrbellin). Um 1800 entstanden.
- Seelenhorst (Krug und Mühle[1]) (heute ein Gemeindeteil von Fehrbellin). Um 1745 entstand hier ein Etablissement. 1775 gab es hier einen Krug und eine Windmühle.

Das Amt Königshorst wurde 1872 aufgelöst.

## Amtleute
- 1763 Gantzer, Amtsrat und Generalpächter
- 1768–1802 Sach/Sack, Amtsrat[2][3][4]
- 1803–1808 Meyer, Oberamtmann[5]
- 1808–1863 Meyer (dessen Sohn)[6]
- 1865–1872 Müller[7][8]